# 宋繇
宋繇（361年—432年後），字体业，敦煌郡（治今甘肃敦煌西南）人。前涼西平太守宋配曾孫。他亦是西涼武昭王李暠的同母弟。五胡十六国时期後涼、西涼及北涼官員，最終入歸北魏。

## 生平
宋繇家族自宋配起皆仕前涼，父親宋僚前凉就在张玄靓在位時任龙骧将军、武兴郡太守。建興四十九年（361年），右司馬张邕起兵攻殺掌權的宋澄，並大殺敦煌宋氏家族，宋僚也因而被殺。宋僚遇害時宋繇才剛出生，至五歲時母親也死了，只得跟随伯母张氏居住，宋繇也因對伯母很孝順而聞名，八歲時張氏也去世了，宋繇都為其守了超逾禮法所定的喪期。宋繇出生就遭遇到家族巨變，年紀輕輕就有志向，曾經向妹夫張彥表示自己承擔了復興宋氏的責任，應該刻苦訓戒自己要繼承先輩的功業，並跟著张彦到酒泉就学，在日夜不斷讀書的努力下終於成了一名博通经史、綜覽诸子群言之士。宋繇成年時涼州由吕光建立的後涼所據，他也獲後涼舉為秀才，除郎中。宋繇與李暠及太史令郭黁曾經一同度宿，郭黁就曾對宋繇預言道：「君當位極人臣，李君有國土之分。家有騧草馬生白額駒，此其時也。」
後涼龍飛二年（397年），建康太守段业遭叛變的盧水胡沮渠男成、沮渠蒙遜脅逼推舉為涼州牧，建立北涼。宋繇及後也投奔了北涼，獲授中散、常侍。時北涼敦煌太守兼沙州刺史孟敏去世，孟敏下屬敦煌護軍郭謙及沙州治中索仙等人共推李暠為敦煌太守，時宋繇正在敦煌，以郭黁前言勸李暠接受推舉。李暠接手敦煌後就向北涼稱藩，接受段業的官號，而宋繇在看出段业並无远略，遂投奔李暠。北涼天璽元年（399年），段業改稱涼王，並在右衞將軍索嗣教唆下派其前來代替李暠出任敦煌太守。索嗣在離敦煌二十里外派人請李暠迎接至郡。宋繇與效縠令張邈力阻李暠親出迎接，認為不能就此向索嗣投降送死。李暠遂改派宋繇去摸索嗣虛實，宋繇在見索嗣時故意用美言討好他，回來後向李暠表示索嗣表現驕傲且兵弱，認為可輕易取勝。李暠遂派了宋繇等官員連同李歆、李讓出兵進攻索嗣，成功擊敗他。索嗣逃還後李暠向段業奏報索嗣之罪，索嗣遂被殺，李暠則獲進位。翌年（400年），李暠正式脫離北涼，建立西凉並以宋繇为从事中郎，加折冲将军。李嵩又命宋繇領兵進攻涼興，將玉門以西的城池都拿下，並在玉門及陽關兩地屯兵並開墾田地積聚糧食，以準備日後向東方進兵的消耗。庚子二年（401年），宋繇及唐瑤領兵進攻酒泉，酒泉叛降西涼，北涼酒泉太守沮渠益生被俘。
建初元年（405年），李暠遷都酒泉，徵召了宋繇为長史、右将军，领敦煌护军，与太守李让共镇敦煌。建初十三年（417年），李暠临终时，宋繇受遗诏辅政。李歆继立，拜他為武衛將軍、廣夏太守、軍諮祭酒、錄三府事。嘉興四年（420年）李歆親征北凉，宋繇切谏不听，退下後歎道：「大事去矣，吾見師之出，不見師之還也！」。李歆果然戰敗陣亡，西涼都城酒泉陷落。
宋繇入北涼後獲沮渠蒙遜任命為为尚书吏部郎中，將選任官員重任交給他。義和三年（433年）沮渠蒙逊临终時，把儿子沮渠牧犍委托给他。沮渠牧犍即位後，以宋繇为尚书左丞，並派他护送妹妹兴平公主至北魏嫁給魏太武帝。太武帝封沮渠牧犍為河西王，宋繇就獲授河西王右丞相，並赐爵清水公，加安远将军。北魏永和七年（439年），北凉亡，宋繇随沮渠牧犍至魏都平城。死后諡恭。

## 性格特徵
宋繇愛好儒學，不但在酒泉隨師學習時日夜誦讀，至後來在西涼對外征戰時仍然沒有暫停講學，每次有儒士拜訪都會急著出迎，立即拋下手上政事和他討論經籍。任官時明決斷，俐落地處理政務。至歸沮渠蒙遜時蒙遜見他家中有數千卷書，卻因不事營生而只有數十斛鹽米，感歎道：「孤不喜克李歆，欣得宋繇耳。」

## 家庭

### 子女
- 宋巖，長子，襲父爵並改封西平侯

### 孫
- 宋蔭，宋巖子，歷任中書議郎及樂安王拓跋範的從事中郎。死後獲贈輔國將軍、咸陽太守。

### 曾孫
- 宋超，宋蔭子，尚書度支郎。
- 宋稚，宋超弟，官至勃海太守。有子宋游道。

## 註腳
1. ↑  《晉書·卷八十七》：嘗與呂光太史令郭黁及其同母弟宋繇同宿，黁起謂繇曰：「君當位極人臣，李君有國土之分，家有騧草馬生白額駒，此其時也。」
2. ↑  《晉書·卷八十七》：呂光末，京兆段業自稱涼州牧，以敦煌太守趙郡孟敏為沙州刺史，署玄盛效穀令。敏尋卒，敦煌護軍馮翊郭謙、沙州治中敦煌索仙等以玄盛溫毅有惠政，推為甯朔將軍、敦煌太守。玄盛初難之，會宋繇仕於業，告歸敦煌，言於玄盛曰：「兄忘郭黁之言邪？白額駒今已生矣。」玄盛乃從之。尋進號冠軍，稱籓於業。業以玄盛為安西將軍、敦煌太守，領護西胡校尉。及業僭稱涼王，其右衛將軍索嗣構玄盛於業，乃以嗣為敦煌太守，率騎五百而西，未至二十里，移玄盛使迫己。玄盛驚疑，將出迎之，效穀令經邈及宋繇止之曰：「呂氏政衰，段業暗弱，正是英豪有為之日，將軍處一國成資，奈何束手於人！索嗣自以本邦，謂人情附己，不虞將軍卒能距之，可一戰而擒矣。」宋繇亦曰：「大丈夫已為世所推，今日便授首於嗣，豈不為天下笑乎！大兄英姿挺傑，有雄霸之風，張王之業不足繼也。」玄盛曰：「吾少無風雲之志，因官至此，不圖此郡士人忽爾見推。向言出迎者，未知士大夫之意故也。」因遣繇覘嗣。繇見嗣，啖以甘言，還謂玄盛曰：「嗣志驕兵弱，易擒耳。」於是遣其二子士業、讓與邈、繇及以司馬尹建興等逆戰，破之，嗣奔還張掖。玄盛素與嗣善，結為刎頸交，反為所構，故深恨之，乃罪狀嗣於段業。業將且渠男又惡嗣，至是，因勸除之。業乃殺嗣，遣使謝玄盛，分敦煌之涼興、烏澤、晉昌之宜禾三縣為涼興郡，進玄盛持節、都督涼興已西諸軍事、鎮西將軍，領護西夷校尉。
3. ↑  《晉書·卷八十七》：宋繇、張謖為從事中郎，繇加折沖將軍，謖加揚武將軍……又遣宋繇東伐涼興，並擊玉門已西諸城，皆下之，遂屯玉門、陽關，廣田積穀，為東伐之資。
4. ↑  《宋書·卷九十八》：是月，敦煌太守李暠亦起兵，自號冠軍大將軍、西胡校尉、沙州刺史，太守如故。稱庚子元年。與蒙遜相抗。其冬，暠遣唐瑤及鷹揚將軍宋繇攻酒泉，獲太守大且渠益生，蒙遜從叔也。
5. ↑  《晉書·卷八十七》：征宋繇為右將軍，領敦煌護軍，與其子敦煌太守讓鎮敦煌，遂遷居於酒泉。
6. ↑  《晉書·卷八十七》：玄盛寢疾，顧命宋繇曰：「吾少離荼毒，百艱備嘗，於喪亂之際，遂為此方所推，才弱智淺，不能一同河右。今氣力惙然，當不復起矣。死者大理，吾不悲之，所恨志不申耳。居元首之位者，宜深誡危殆之機。吾終之後，世子猶卿子也，善相輔導，述吾平生，勿令居人之上，專驕自任。軍國之宜，委之於卿，無使籌略乖衷，失成敗之要。」十三年，薨，時年六十七。
7. ↑  《太平御覽·卷一二四》：十三年正月，寢疾，顧命長史宋繇曰：「吾終之後，嗣子即卿子也，善相輔導。」二月，薨于恭德殿，年六十七。葬建世陵，謚武昭王，廟號太祖。
8. ↑  《晉書·卷八十七》：涼後主諱歆，字士業。玄盛薨時，府僚奉為大都督、大將軍、涼公、領涼州牧、護羌校尉，大赦境內，改年為嘉興。尊母尹氏為太后，以宋繇為武衛將軍、廣夏太守、軍諮祭酒、錄三府事，索仙為征虜將軍、張掖太守。……士業立四年而宋受禪，士業將謀東伐，張體順切諫，乃止。士業聞蒙遜南伐禿髮傉檀，命中外戒嚴，將攻張掖，尹氏固諫，不聽，宋繇又固諫，士業並不從。繇退而歎曰：「大事去矣，吾見師之出，不見師之還也！」士業遂率步騎三萬東伐，鎰於都瀆澗。蒙遜自浩亹來，距戰於懷城，為蒙遜所敗。左右勸士業還酒泉，士業曰：「吾違太后明誨，遠取敗辱，不殺此胡，復何面目以見母也！」勒眾復戰，敗於蓼泉，為蒙遜所害。士業諸弟酒泉太守翻、新城太守預、領羽林右監密、左將軍眺、右將軍亮等西奔敦煌，蒙遜遂入於酒泉。
9. ↑  《魏書·卷五十二》：歷位通顯。家無餘財，雅好儒學，雖在兵難之間，講誦不廢，每聞儒士在門，常倒屣出迎，停寢政事，引談經籍。尤明斷決，時事亦無滯也。

沮渠蒙遜平酒泉，於繇室得書數千卷，鹽米數十斛而已。蒙遜歎曰：「孤不喜克李歆，欣得宋繇耳。」

## 延伸阅读
[在维基数据编辑]
 《魏書·卷52》，出自魏收《魏书》
 《北史·卷034》，出自李延壽《北史》